# Emirates Crown
Emirates Crown è una grattacielo residenziale di 63 piani a Dubai, negli Emirati Arabi Uniti.

## Caratteristiche
La torre ha un'altezza strutturale di 296 metri. La costruzione è iniziata nel 2005 e completata nel 2008. Al completamento, era il sesto edificio più alto di Dubai e il 45 ° più alto del mondo . 
Nell'edificio sono presenti appartamenti da due a cinque camere, così come alcuni degli attici più importanti di Dubai. I servizi includono palestra, sauna, idromassaggio, piscina, bagno turco e deposito merci privato. Situato proprio di fronte al Dubai International Marine Club nel quartiere di Dubai Marina, è un luogo di vita comune per gli appassionati di vela.